# 香兰 (越南歌手)

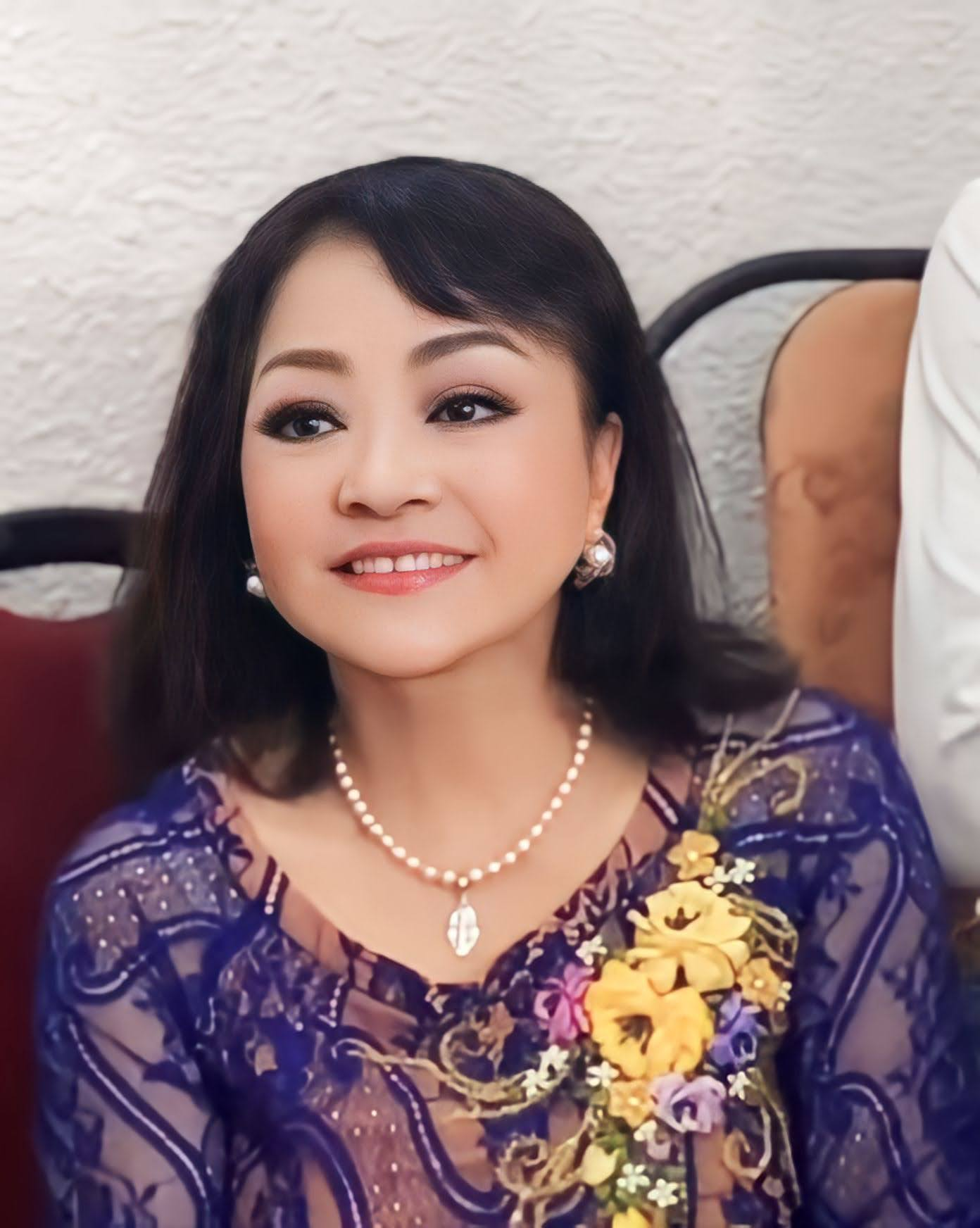
香兰

香兰（越南語：Hương Lan，1956年—）本名陈氏玉英（Trần Thị Ngọc Ánh），是一位越南流行音乐歌手。 

## 早期生活
她生於西貢，是家中五个孩子里年纪最大的，並且于1978年移居法国。

## 个人生活
1975年末，香兰与结婚。1982年，夫妻二人在法国离婚。两人育有两个儿子。
1986年初，在歌手埃尔维·蓬的生日聚会上，香兰遇见了一位航空机械工程师。二人相恋后，于1988年正式结婚。